# Tori Fatehpur
Tori Fatehpur är en ort i Indien.   Den ligger i distriktet Jhānsi och delstaten Uttar Pradesh, i den centrala delen av landet, 400 km sydost om huvudstaden New Delhi. Tori Fatehpur ligger 182 meter över havet och antalet invånare är 10 210.
Terrängen runt Tori Fatehpur är platt. Runt Tori Fatehpur är det ganska tätbefolkat, med 192 invånare per kvadratkilometer. Närmaste större samhälle är Gursarāi, 19,1 km norr om Tori Fatehpur. Trakten runt Tori Fatehpur består till största delen av jordbruksmark.